# Ryan Strain
Ryan Strain (* 2. April 1997 in Coventry, England) ist ein australischer Fußballspieler, der bei Dundee United in der Scottish Premiership unter Vertrag steht.

## Karriere

### Verein
Ryan Strain wurde im englischen Coventry geboren. Sein Großvater war der US-amerikanische Fußballnationalspieler Gerry Baker, der in Schottland und England spielte. Er begann seine Karriere in Birmingham bei Aston Villa, bevor er im Jahr 2016 nach Australien zu Adelaide United wechselte. Im Dezember 2017 unterschrieb Strain einen Profivertrag mit Adelaide United, nachdem er vorher sein Debüt in der A-League gegeben hatte. Mit dem Verein gewann er 2018 und 2019 zweimal in Folge den australischen Pokal. Strain war in den folgenden Spielzeiten stetig als Stammspieler im Einsatz und absolvierte bis zum Jahr 2021 insgesamt 81 Ligaspiele in der A-League. Im Juli 2021 wechselte er für eine Ablösesumme zu Maccabi Haifa nach Israel. Mit Haifa gewann er in der Saison 2021/22 den Ligapokal, Supercup und die Meisterschaft. Dabei kam er in der Liga lediglich neunmal zum Einsatz.
Im Juni 2022 schloss sich Strain dem FC St. Mirren aus Schottland mit einem Zweijahresvertrag an. Sein Großvater Gerry Baker spielte zwischen 1958 und 1960 selber für den Verein aus Paisley.

### Nationalmannschaft
Ryan Strain gab sein Socceroos-Debüt in der Australischen A-Nationalmannschaft am 25. September 2022 in einem Freundschaftsspiel gegen Neuseeland und gewann mit 2:0. Dabei stand der Defensivspieler in der Startelf von Nationaltrainer Graham Arnold und wurde in der 63. Minute gegen Nathaniel Atkinson ausgewechselt.